# Mesochorus mirandae
Mesochorus mirandae är en stekelart som beskrevs av Dasch 1974. Mesochorus mirandae ingår i släktet Mesochorus och familjen brokparasitsteklar. Inga underarter finns listade i Catalogue of Life.